# Antigo Posto de Turismo de Lagos
O Antigo Posto de Turismo de Lagos é um edifício histórico na cidade de Lagos, na região do Algarve, em Portugal. Originalmente construído para servir como estrutura de apoio aos turistas, foi depois reutilizado para outras funções.

## Descrição e história
O edifício está situado na Rua Marquês de Pombal, no centro de Lagos.
O estilo dominante do edifício é o Português Suave, uma variante da arquitectura modernista, de teor neo-tradicionalista, largamente utilizado pela ditadura militar do Estado Novo durante as décadas de 1940 e 1950, como parte da sua linha ideológica. Além do posto de turismo, os principais exemplos do estilo neo-tradicionalista em Lagos foram o estabelecimento comercial Móveis João Cano, o Cinema Império, posteriormente renomeado para Lagoshopping, e o Tribunal.
O imóvel foi construído nos princípios da década de 1940. Em 10 de Outubro de 1960, o jornal Ecos do Algarve noticiou que já estava em funcionamento a biblioteca no primeiro andar do posto de turismo, que tinha foi cedida pela Câmara Municipal e organizada pela Fundação Calouste Gulbenkian, tendo sido a sexta Biblioteca Fixa daquele organismo. Teve um grande sucesso desde o início, funcionando então três vezes por semana. A cidade de Lagos já então tinha uma forte ligação cultural com a Fundação Gulbenkian, sendo servida pelas bibliotecas itinerantes, que estacionavam em frente ao Museu Municipal e tinham uma grande procura por parte da população, devido à inexistência de uma biblioteca municipal. Apesar da instalação deste espaço estar pedida há muito tempo, até então não tinha sido possível, devido à falta de um edifício apropriado.
Funcionou como posto de turismo até aos finais do século XX, quando aquele serviço foi transferido para novas instalações, à entrada de Lagos. O edifício foi depois utilizado pela autarquia como posto de informação municipal até 31 de Maio de 2010, data em que foi inaugurado um novo serviço informativo no piso térreo dos Antigos Paços do Concelho, concentrando tanto as vertentes municipal como turística. Em Junho de 2010, o município celebrou um protocolo com o exército, de forma a explorar o piso térreo do edifício do antigo Mercado de Escravos, enquanto que o organismo militar foi autorizado a ocupar os primeiro e segundo andares do antigo Posto de Turismo, no sentido de instalar ali um Serviço de Informação do Exército. Em 2011, este espaço estava a ser usado como local de exposições artísticas.
Em Julho de 2015, o edifício passou a estar ocupado pela Fototeca Municipal, tendo sido utilizado como arquivo e como local de exposições e workshops sobre fotografia. Uma deliberação de 28 de novembro de 2018 da Assembleia Municipal de Lagos, ratificada pela Resolução do Conselho de Ministros n.º 84/2019, criou o Corpo de Polícia Municipal de Lagos, cuja sede seria no antigo edifício do Turismo.

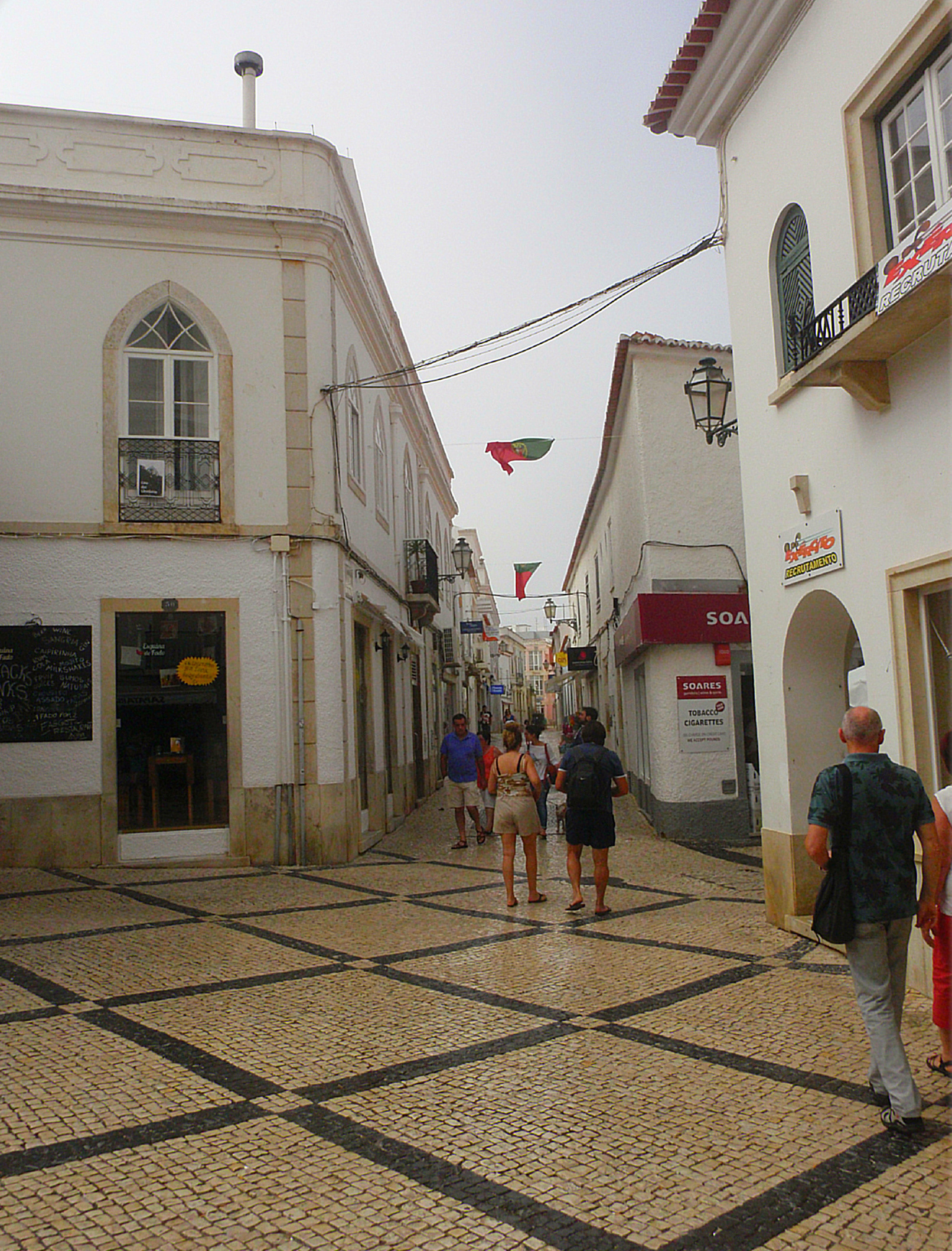
Largo das Laranjeiras em 2014, vendo-se à direita o antigo Posto de Turismo, que então era utilizado como centro de recrutamento do Exército.